# Wolfgang Schmieder
Wolfgang Schmieder (n. 29 mai 1901, Bromberg azi Bydgoszcz, Polonia - d. 8 noiembrie 1990, Fürstenfeldbruck, Germania) a fost un muzicolog german.
Schnieder este autorul indicelui Bach-Werke-Verzeichnis (BWV) publicat în 1950 sub titlul Thematisch-systematisches Verzeichnis der musikalischen Werke von Johann Sebastian Bach : Bach-Werke-Verzeichnis (BWV), un catalog tematico-sistematic al tuturor operelor muzicale ale lui Johann Sebastian Bach. De atunci catalogul s-a impus practic ca un standard internațional pentru identificarea pieselor muzicale atribuite lui Johann Sebastian Bach.
Schmieder a lucrat din 1942 până la pensionarea sa în 1963 la biblioteca orășenească și apoi universitară a Universității Goethe din Frankfurt. A trăit ulterior în orașul Freiburg im Breisgau.

## Lucrări
- Musik, alte Drucke bis etwa 1750 , Ed. Klostermann, Frankfurt pe Main (în trei volume, vol. II și III în 1967)
- Bibliographie des Musikschrifttums , Serie editată de Staatliches Institut für Musikforschung Preußischer Kulturbesitz, Berlin, (redactor în perioada 1936-1939)
- Johann Sebastian Bach / Philipp Spitta ediție redactată de Wolfgang Schmieder, Editura Breitkopf & Härtel, Wiesbaden, 1949
- Thematisch-systematisches Verzeichnis der musikalischen Werke von Johann Sebastian Bach : Bach-Werke-Verzeichnis (BWV) (red), Editura Breitkopf & Härtel, Leipzig, 1950
- Auktion Musik-Autographen, broșură 78 p., Stuttgart, 1951
- Denkmäler der Tonkunst : Eine Gesamtübersicht d. Publikationen älterer Musikquellen u. ihrer Sammlungen in den verschiedenen Ländern, Editura Bärenreiter, Kassel, Basel, 1953
- Thematisch-systematisches Verzeichnis der musikalischen Werke von Johann Sebastian Bach : Bach-Werke-Verzeichnis ; (BWV), ediția a 2-a, Editura Breitkopf und Härtel, Wiesbaden 1990
- Bach-Werke-Verzeichnis/Kleine Ausg. (BWV_1hn2_1hna) (redactată după Bach-Werke-Verzeichnis ediția a 2-a, de Alfred Dürr și Yoshitake Kobayashi, împreună cu Kirsten Beißwenger), Editura Breitkopf und Härtel, 1998